# Gularia
Gularia of Gulariya is een stad (Engels: municipality; Nepalees: nagarpalika) in het zuidwesten van Nepal, en tevens de hoofdstad van het district Bardiya. De stad telde bij de volkstelling in 1991 14.999 inwoners, in 2011 55.747 inwoners.